# Comanche (cómic)
Comanche es un villano ficticio que aparece en los cómics estadounidenses publicados por Marvel Comics. Se le ve con frecuencia con su compañero en el crimen Shades.
Comanche apareció en la serie de Netflix de Marvel Cinematic Universe Luke Cage, interpretado por Thomas Q. Jones.

## Historial de publicaciones
Comanche apareció por primera vez en Luke Cage, Héroe de Alquiler # 1 (junio de 1972), creado por Archie Goodwin y George Tuska.

## Biografía ficticia
Nacido como Darius Jones, Comanche era un joven matón callejero que creció en Harlem, donde se convirtió en un hábil arquero y tirador. Comanche fue reclutado en una pandilla llamada Rivals, que también estaba formada por Carl Lucas, Willis Stryker y Shades. Como miembro de los Rivals, Shades se enfrentó a una pandilla rival llamada Diablos y muchas otras pandillas mientras también cometía delitos menores y trabajaba para el señor del crimen Sonny Caputo. Más tarde, Shades y Comanche fueron arrestados por la policía y condenados a la prisión de Seagate, donde fueron torturados por el despiadado guardia de la prisión Albert "Billy Bob" Rackham.
Después de muchos años de abuso por parte de Albert Rackham, Shades y Comanche escaparon de la prisión de Seagate en algún momento después de que Rackham fuera despedido. Shades y Comanche decidieron que era la oportunidad de vengarse de su antiguo torturador. Shades y Comanche intentaron que Luke Cage los ayudara en su plan solo para descubrir que había ido directamente.
Shades y Comanche regresaron y se convirtieron en matones a sueldo donde se enfrentaron con Luke Cage y su nuevo socio Iron Fist. A pesar de que tenían una asociación pasada con Luke Cage, Shades y Comanche indicaron que lo matarían si se les ordenara.
Algún tiempo después, Shades y Comanche fueron contratados por Ward Meachum donde le dio a Shades una visera que dispara ráfagas de energía y le dio a Comanche algunas Flechas de Truco. Los dos noquearon a Ward Meachum, donde los espectadores le dicen a Luke Cage que tienen una cuenta que saldar cuando Ward Meachum recupere la conciencia. Luke Cage y Iron Fist siguieron a Shades y Comanche hasta el Puente George Washington, donde se enteraron de su empleador. Luke Cage y Iron Fist lograron derrotarlos a los dos cuando llegaba la policía. Cuando la policía no pudo quitar la visera de Shades, usó una explosión más para derribar a Luke Cage y Iron Fist del puente George Washington. Shades y Comanche salieron más tarde de la prisión. Los dos intentaron mantener a raya a Luke Cage cuando atacó el edificio Meachum solo para ser derrotados cuando Luke Cage golpeó un pilar sobre ellos.
Shades fue uno de los varios pistoleros empleados por Viktor Smerdilovisc. Él y los demás entraron en conflicto con Marvel Knights. Shades fue derribado por Cloak y Dagger.
Durante la historia de Shadowland, Shades y Comanche se han ido por caminos separados y Shades sigue recto. Comanche se unió al Flashmob de Nightshade (que también consistía en Chemistro III, Cheshire Cat, Dontrell Hamilton, Sr. Pez II y Spear) donde lucharon contra Víctor Álvarez (el hijo de Shades) solo para ser derrotados por él con la ayuda de Luke Cage y Iron Fist. Después de que el grupo fue enviado a la Isla Ryker, el abogado de Nightshade, Big Ben Donovan pudo sacar a Dontrell Hamilton, Sr. Pez y Spear, mientras que Comanche, Chemistro y Cheshire Cat tuvieron que quedarse debido a que tenían órdenes de arresto y / o violaciones de la libertad condicional.

## Poderes y habilidades
Comanche es un experto combatiente cuerpo a cuerpo. También es un hábil arquero y tirador, donde incluso usó flechas de truco.

## En otros medios
Darius "Comanche" Jones es un antagonista secundario en Luke Cage, interpretado por Thomas Q. Jones. Ha sido el mejor amigo de Shades desde que eran niños. La única aparición de Comanche en la primera temporada es en flashbacks, cuando él y Shades son reclusos en la prisión de Seagate que sirven como ejecutores de Albert Rackham, y son responsables de darle a Luke sus poderes después de que se les ordene que lo golpeen a una pulgada de su vida por amenazando con delatar a Rackham.
Comanche tiene una mayor presencia en la segunda temporada, cuando sale de prisión y regresa a Harlem. Se reencuentra con Shades y se convierte en su mano derecha. Constantemente está en desacuerdo con Shades por su lealtad a Mariah Dillard, hasta el punto de que comienza a filtrar información en secreto al Capitán Thomas Ridenhour, el nuevo jefe de Misty Knight. También se establece que Shades y Comanche estuvieron involucrados en una relación del mismo sexo mientras estaban en Seagate, algo a lo que Shades parece indiferente, pero es muy personal para Comanche. Cuando Shades se entera de las reuniones de Comanche con Ridenhour, Comanche dispara y mata a Ridenhour para intentar preservar su tapadera. Shades no se deja engañar por sus mentiras y le dispara con el arma de Ridenhour, con la intención de que parezca que Comanche y Ridenhour se mataron mutuamente. Sin embargo, no puede dejar que Comanche muera solo y con dolor, por lo que Shades le dispara una vez más con el arma de Ridenhour a quemarropa para otorgarle una muerte rápida. Shades se estremece por el incidente, cuenta las últimas palabras de Comanche al día siguiente mientras quema su ropa, y ofrece sus condolencias personales a la madre de Comanche, Janis. Cuando Shades se entrega y hace un trato con Misty, confiesa el asesinato de Comanche, a lo que Janis le escupe en la cara. Al final de la temporada, Shades es arrestado por Misty y Bailey por el asesinato de Comanche después de que su acuerdo de inmunidad sea anulado por la muerte de Mariah en la cárcel.